# Vanlue
Vanlue – wieś w Stanach Zjednoczonych, w stanie Ohio, w hrabstwie Hancock.